# جورج باكلي (لاعب كرة قدم)
جورج باكلي (بالإسبانية: Georges Buckley)‏ هو لاعب كرة قدم وحكم كرة قدم ومدرب كرة قدم بيروفي، ولد في 23 أبريل 1974 في بيرو.